# Freiburg (Breisgau) Hauptbahnhof
Freiburg Hauptbahnhof – stacja kolejowa we Fryburgu Bryzgowijskim, w kraju związkowym Badenia-Wirtembergia, w Niemczech. Znajdują się tu 4 perony.